# 保罗·拉戈萨
保罗·拉戈萨（義大利語：Paolo Ragosa，1954年9月11日—），意大利前男子水球运动员。他曾代表意大利国家队参加1980年夏季奥林匹克运动会水球比赛，结果获得第八名。